# Argonnerwaldlied
Argonnerwaldlied («Пісня про Аргонський ліс») або «Lied der Pioniere» («Пісня саперів») — німецький військовий марш часів Першої світової війни. Автором вважається Герман Альберт Гордон, який написав його у 1914/1915 роках (втім, після війни були публікації, де вказувалося, що пісня була колективною творчістю його підрозділу).
Марш набув популярність у Німеччині під час Першої світової війни.
Згодом варіації пісні з різними текстами використовували марксистська Ліга Спартака, нацистська Німеччина під час Другої світової війни та Східна Німеччина.
У 1919 році революційно-соціалістична Ліга Спартака почала виконувати пісню з новим текстом на честь січневого повстання спартаківців 1919 року. Пізніше цю версію аранжував Ганнс Ейслер (автор гімну НДР) і виконував ансамбль імені Еріха Вайнерта — в Німецькій Демократичній Республіці.
Також 1929 р. під назвою «Durch deutsches Land marschieren wir» («Ми крокуємо по німецькій землі») пісню почали використовувати нацисти у Саксонії як марш штурмових загонів.
Коли пісня поширилася Німеччиною, з'явилися регіональні варіації слів: «Durch deutsches Land» («через німецьку землю») були замінені на «Durch Großberlin» («через Великий Берлін»), «Durch Schwabenland» («через Швабенланд») тощо.
Третя строфа також має деякі незначні варіації. У версії пісенника НСДАП останній рядок звучить «Wir fürchten SPD und Rotfront nicht» («ми не боїмося СДПН і Ротфронту»), тоді як Імперська служба праці використала інший варіант, «Wir fürchten Moskau und die Juden nicht» («ми не боїмося Москви та євреїв»).
Остаточна версія пісні, створена в 1941 році з приводу вторгнення Німеччини в СРСР, відома як «Im Osten nun marschieren wir» («Тепер ми крокуємо на Схід»). Ця версія містила два доповнення: довгий музичний вступ на початку та синкопу, додану для наголосу на слові «Achtung» в останньому рядку зміненого вірша: «Deutschland marschiert, Achtung! Die Straße frei!» (Німеччина йде, стережіться! Дорога вільна).